# Panamint City
Panamint City is een spookstad in het gebergte de Panamint Range, nabij Death Valley, in Inyo County, Californië, Verenigde Staten.
Panamint was een stad die in de 19de eeuw werd gesticht en opbloeide nadat er in 1872 zilver en koper in de bodem was gevonden,
In 1874 had de stad ongeveer 2.000 inwoners. De hoofdstraat was 1,5 km lang. Panamint had zijn eigen krant, de Panamint News. Zilver was het belangrijkste product dat in het gebied werd gewonnen. De stad ligt ongeveer vijf kilometer ten noordwesten van Sentinel Peak.
Het zilver werd ontdekt door William L. Kennedy, Robert L. Stewart en Richard C. Jacobs, bandieten die Surprise Canyon als schuilplaats gebruikten.
E.P Raines, een vroege investeerder in de mijnbouw van Panamint, overtuigde een groep zakenlieden uit Los Angeles een weg aan te leggen en verhuisde vervolgens naar San Francisco, waar hij Senator John P. Jones uit Nevada ontmoette. Jones en de andere senator van Nevada, William M. Stewart, richtten de Panamint Mining Company op en kochten de grotere mijnen op. De twee waren vrij beroemd om hun grote betrokkenheid bij zilverwinning in Nevada, en hun interesse in Panamint bleek de aanzet tot een hausse. De stad groeide met vele bedrijven, saloons, winkels, een rosse buurt en een begraafplaats
Panamint City had een wetteloze reputatie, waardoor Wells Fargo weigerde daar een kantoor te openen. Op 24 juli 1876 brulde een plotselinge overstroming door de kloof en spoelde het grootste deel van de stad weg. Een groot deel van Panamint City en Surprise Canyon werd in 1994 toegevoegd aan Death Valley National Park, met uitzondering van het land, de gebouwen en de wegen die nog steeds privébezit zijn.